# مسجد دفتردار
مسجد دفتردار و یا کاملتر مسجد محمود افندی دفتردار (ترکی استانبولی: Defterdar Camii, Defterdar Mahmut Efendi Camii) مسجدی تاریخی در ایوب، استانبول، ترکیه است.  در ۱۵۴۲ میلادی معمار سنان این مسجد را به سفارش نازلی محمد افندی دفتردار (۱۵۰۰–۱۵۴۶) ساخته‌است. («دفتردار» رئیس بخش مالی در امپراتوری عثمانی بوده‌است). در این مسجد بر خلاف سایر مساجد عثمانی که در بالای گنبد آن‌ها یک هلال ماه قرار دارد، به جای هلال دارای یک قلم و جوهردان به نشانهٔ شغل بانی مسجد قرار دارد. طوفانی در سال ۱۹۹۷ قلم و جوهردان اصلی مسجد را از بین برد. ده سال بعد در ۳۰ مارس ۲۰۰۷ یک جفت جدید بالای گنبد قرار دادند.

## تصاویر

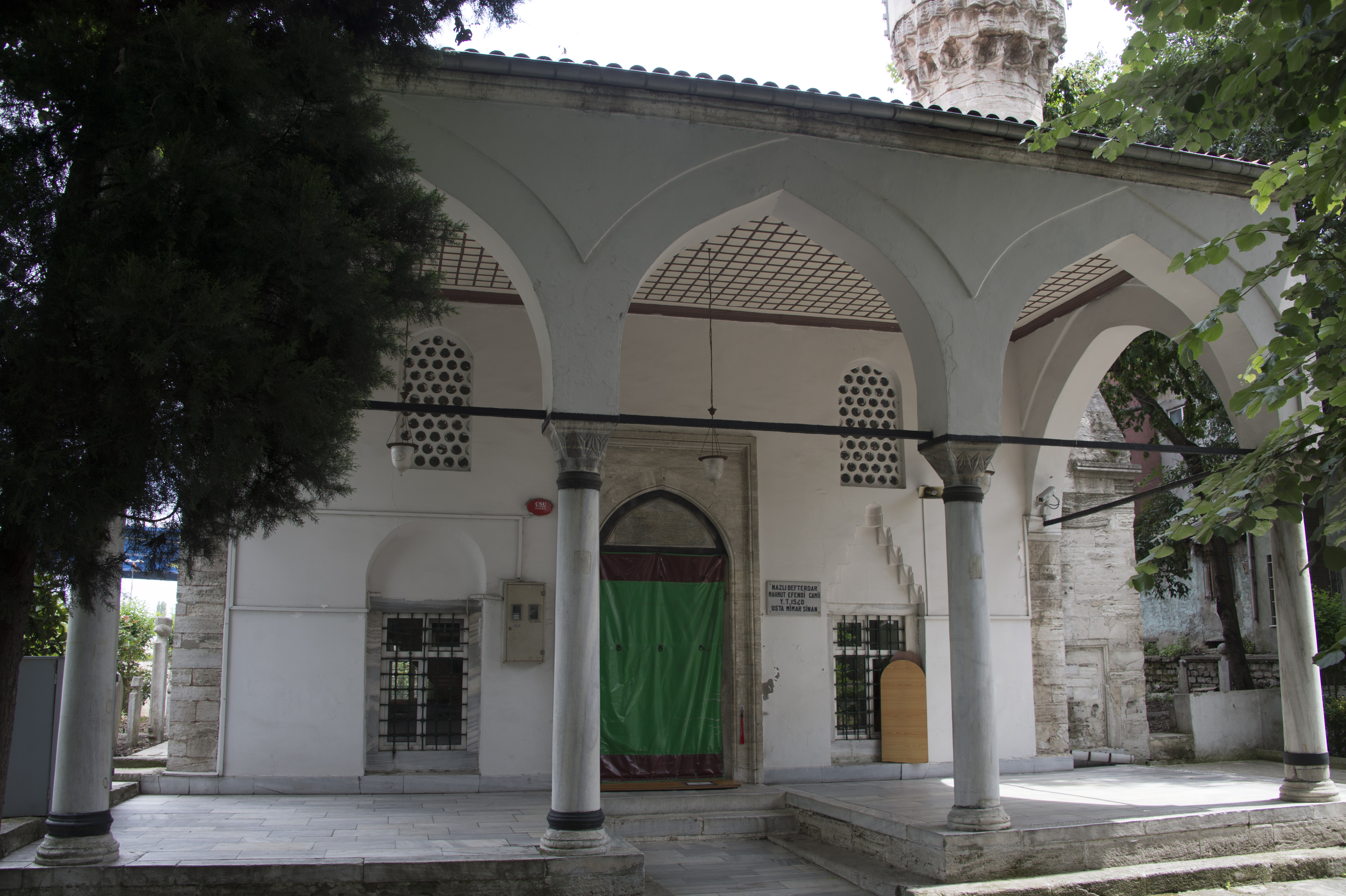
نمای روبروی مسجد
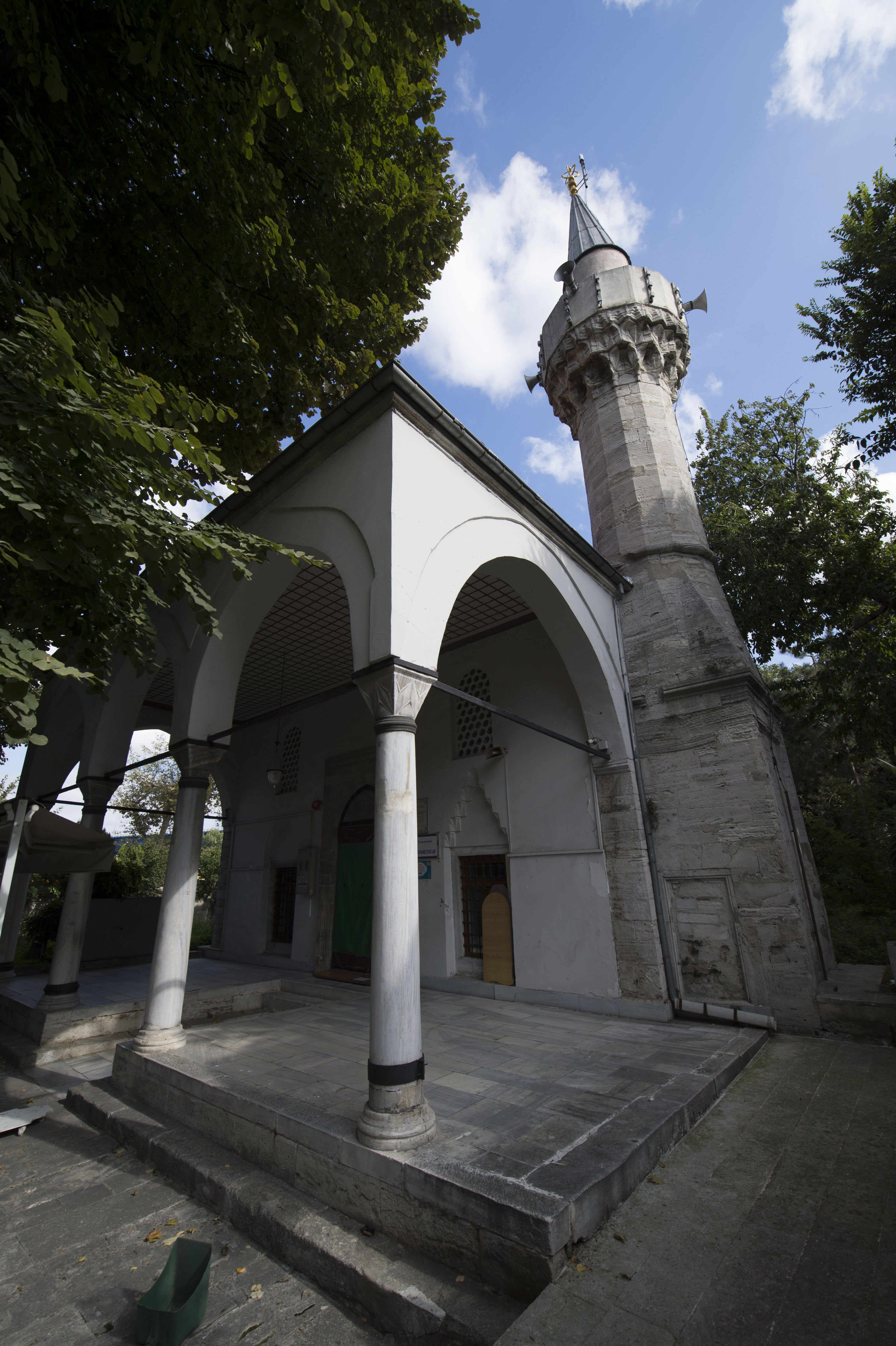
نمای کناری مسجد همراه با مناره
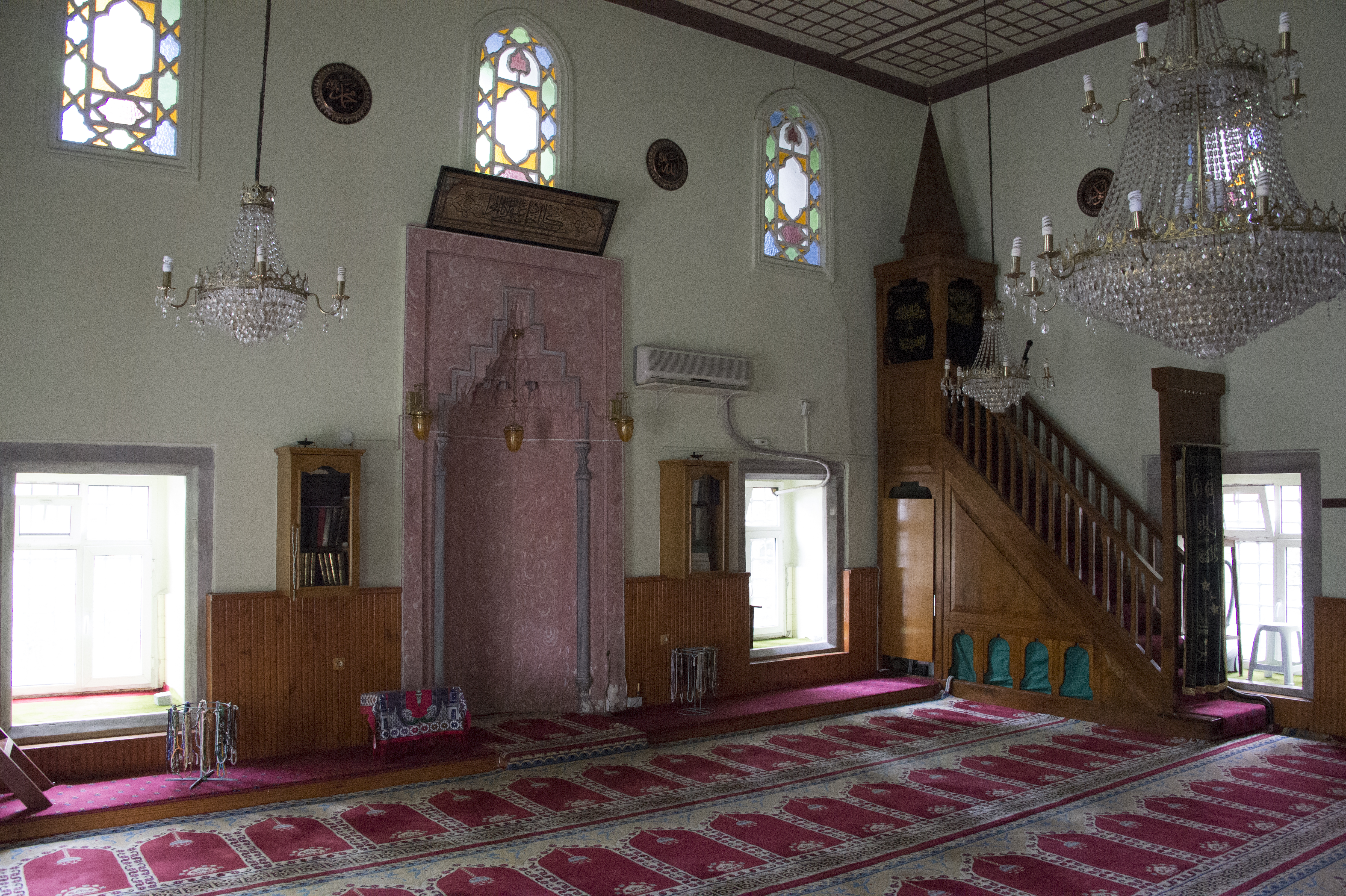
فضای داخلی مسجد
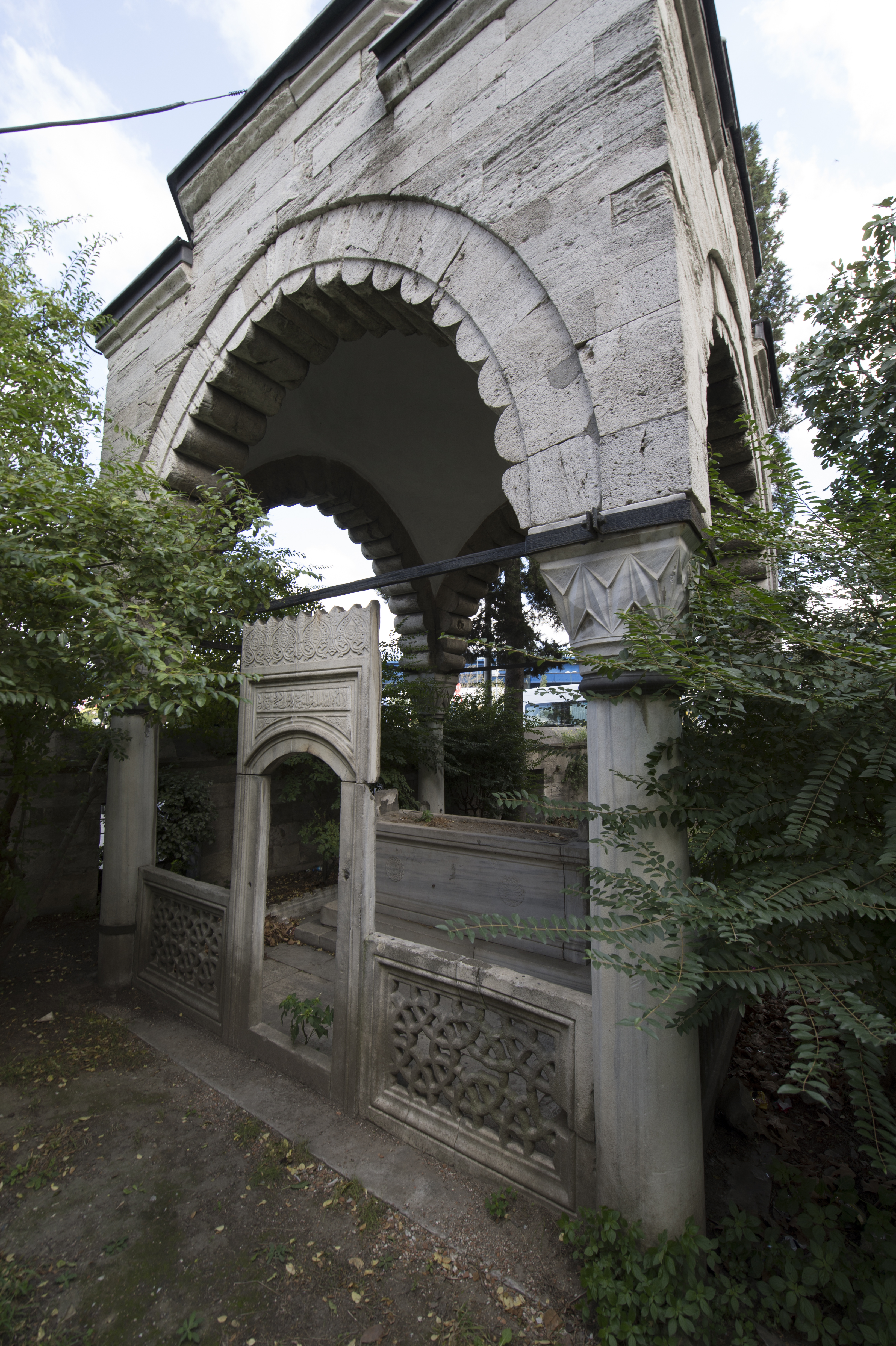
محّل دفنِ دفتردار محمود افندی

## یادداشت
1. ↑  Cumhuriyet (Newspaper), 3 June 2007, page 15 (ترکی)